# Mỹ Sơn, Khánh Hòa
Mỹ Sơn là một xã thuộc tỉnh Khánh Hòa, Việt Nam.

## Lịch sử
Ngày 16 tháng 6 năm 2025, Ủy ban Thường vụ Quốc hội ban hành Nghị quyết số 1667/NQ-UBTVQH15 về việc sắp xếp các đơn vị hành chính cấp xã của tỉnh Khánh Hòa năm 2025 (nghị quyết có hiệu lực từ ngày 16 tháng 6 năm 2025). Theo đó, hợp nhất xã Phước Trung vào xã Mỹ Sơn

## Địa lý
Xã Mỹ Sơn có ranh giới với các xã:
- Phía Bắc giáp các xã Bác Ái và Bác Ái Đông
- Phía Nam giáp các xã Xuân Hải, Phước Hậu và phường Đô Vinh
- Phía Đông giáp xã Thuận Bắc
- Phía Tây giáp các xã Ninh Sơn và Anh Dũng

Xã có diện tích 248,06 km², dân số năm 2025 là 15.800 người, mật độ dân số đạt 64 người/km².
Trên địa bàn xã có quốc lộ 27 đi qua.
Đang có dự án Nhà máy điện mặt trời trên địa bàn xã.